# Mogelsberg
Mogelsberg és un poble suís, que va tenir municipi independent fins al primer de gener de 2009. Des de llavors forma part, junt amb Brunnadern i St. Peterzell, del municipi de Neckertal. (vall del Necker). Foma part del Wahlkreis (districte) del Toggenburg dins del cantó de St. Gallen, a Suïssa. Com a municipi independent, comptava amb els agregats de Dieselbach, Nassen, Hoffeld, Necker, Ebersol, Furth i Dicken.

## Geografia
El poble es troba en un altiplà inclinat, orientat a nord-oest, per damunt de les valls del riu Necker i Aachbach, i a 755 metres d'altitud, en l'anomenat Untertoggenburg (baix Toggenburg). Limita al nord amb Lütisburg i Degersheim. A l'est, amb Degersheim, Schwellbrunn (AR) i St.Peterzell; al sud amb Hemberg i a l'oest amb Oberhelfenschwil i Ganterschwil.
El nucli urbà històric té dos carrers longitudinals i dos més transversals. Durant els anys 1984-90 es va construir un complex esportiu i de congressos en la part alta del poble, la qual cosa va comportar un creixement urbà cap al sud i sud-oest.

## Transports
S'hi accedeix per dues carreteres des de Necker en la carretera de Brunnadern i de les proximitats de Hoffeld, en la carretera de Degersheim. Compta també amb una estació de ferrocarril en la línia St. Gallen - Wattwil - Rapperswil antigament servida per la companyia Bodensee-Toggenburg Bahn i actualment SüdOst Bahn.

## Equipaments
El poble compta en el seu centre amb una església compartida per totes les confessions cristianes i l'edifici de l'ajuntament i correus. Al nord, en la part baixa de l'altiplà, s'hi troba l'escola primària; a l'est del nucli històric hi ha l'antiga llar d'avis; la llar d'avis actual es troba al sud-est del poble.

## Història
El nom de Mogelsberg prové de l'alemany antic "Magoldesberch" (muntanya daurada), degut al color que prenia el seu altiplà durant l'estiu, quan estava sembrat de cereal; el primer esment és de l'any 1152. Durant el segle xix la seva economia va incorporar els brodats i el cultiu de cotó. Actualment, les pastures i la producció de llet són, a més de la silvicultura, els seus principals recursos.

## Fills il·lustres
L'artista Ulrich Bleiker (1914-1994) hi va establir el seu domicili amb la seva esposa Dolors (nasc.)Martínez. La seva casa, en l'Aeschstrasse, encara conserva algunes de les seves escultures situades en els límits de parcel·la, o en la façana lateral, amb formes humanes, animals, o vegetals, fetes amb ciment armat de filferro, pintura, i petxines de la costa catalana.